# Светлая (приток Чёрной)
Све́тлая — река в России, протекает в Нагорском районе Кировской области. Устье реки находится в 9,2 км по левому берегу реки Чёрная. Длина реки составляет 14 км.
Исток реки на Северных Увалах в лесах в 18 км к юго-востоку от посёлка Кобра (центр Кобринского сельского поселения) и в 38 км к северо-востоку от посёлка Нагорск. Река течёт на северо-восток по ненаселённому частично заболоченному лесному массиву. Впадает в Чёрную в 7 км к юго-востоку от посёлка Орлецы (Кобринское сельское поселение).

## Данные водного реестра
По данным государственного водного реестра России относится к Камскому бассейновому округу, водохозяйственный участок реки — Вятка от истока до города Киров, без реки Чепца, речной подбассейн реки — Вятка. Речной бассейн реки — Кама.
По данным геоинформационной системы водохозяйственного районирования территории РФ, подготовленной Федеральным агентством водных ресурсов:
- Код водного объекта в государственном водном реестре — 10010300212111100030993
- Код по гидрологической изученности (ГИ) — 111103099
- Код бассейна — 10.01.03.002
- Номер тома по ГИ — 11
- Выпуск по ГИ — 1